# Victor-Lucien-Sulpice Lécot
Victor-Lucien-Sulpice Lécot (8 de janeiro de 1831 a 19 de dezembro de 1908) foi um arcebispo francês e cardeal da Igreja Católica Romana.

## Biografia
Nasceu em Montescourt-Lizerolles e estudou no Seminário Menor de Compiègne e no Seminário Maior de Beauvais. Ele foi ordenado ao sacerdócio em 24 de junho de 1855, e depois ensinou no Seminário Menor de Dijon até 1858. Ele também atuou como vigário da Catedral de Beauvais (1858-1872), capelão militar no exército francês durante a franco Guerra da Prússia e pastor da igreja de Saint-Antoine em Compiègne (1872-1886).
Em 10 de junho de 1886, foi nomeado bispo de Dijon pelo Papa Leão XIII. Ele recebeu sua consagração no dia 11 de julho do bispo Joseph-Maxence Péronne, com os bispos Paul-François-Marie de Forges e François-Marie Duboin, CSSp, servindo como co-consagradores. Mais tarde, foi transferido para a Arquidiocese Católica Romana de Bordeaux em 26 de junho de 1890.
Papa Leão XIII o criou Cardeal-presbítero de Santa Pudenciana no consistório de 12 de junho de 1893. Ele participou do Conclave de 1903, que elegeu o Papa Pio X.
Ele morreu em Chambéry, 77 anos. Ele está enterrado na Catedral Metropolitana de St. Andrew, em Bordeaux .

## Link Externo
- Sylwetka w słowniku biograficznym kardynałów Salvadora Mirandy
- Catholic-Hierarchy